# Kris Jenner

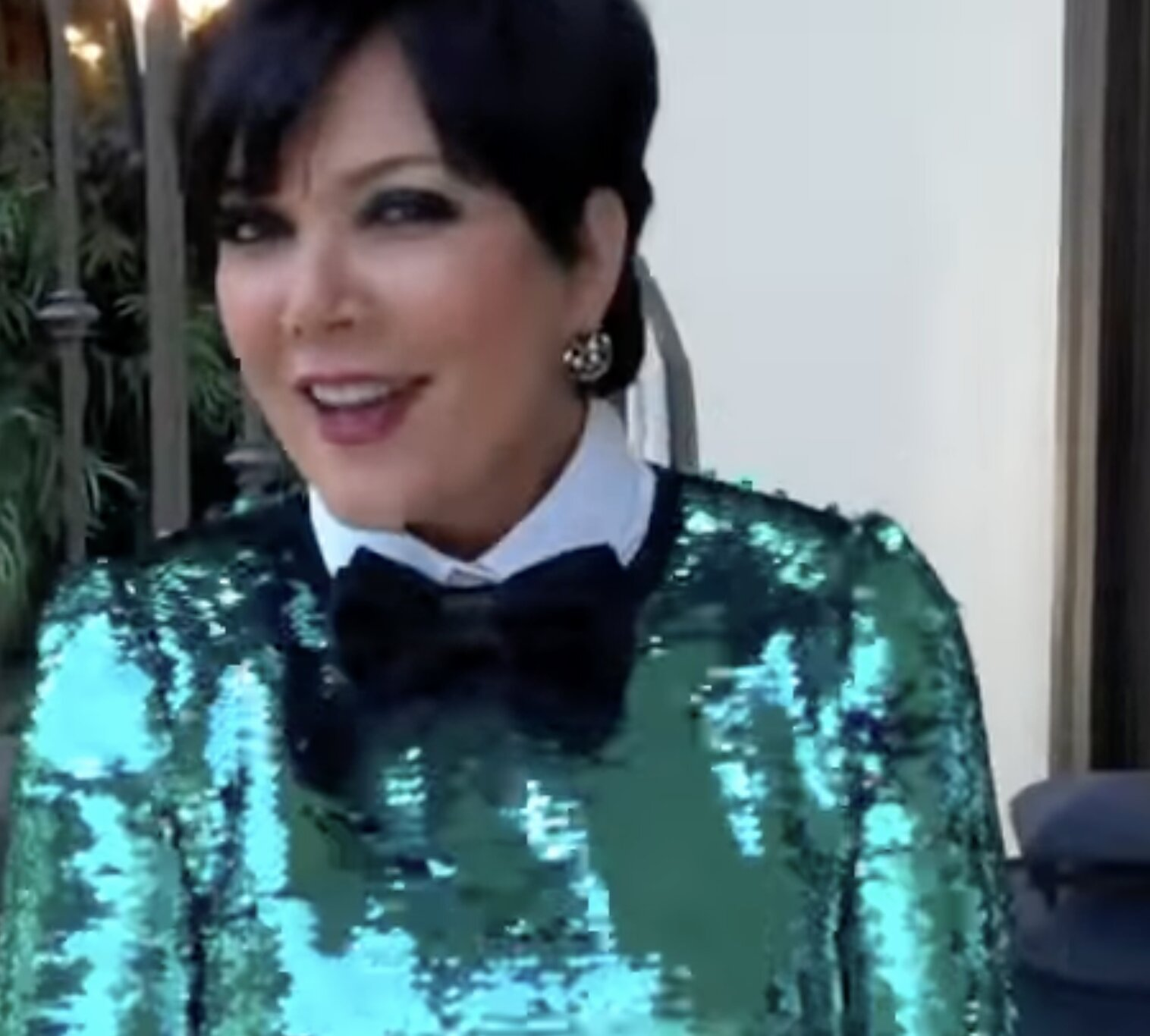
Kris Jenner bailando a la canción 'Lady Marmalade' de Christina Aguilera en 2012

Kristen Mary Jenner (de soltera, Houghton; San Diego, 5 de noviembre de 1955), anteriormente como Kris Kardashian, es una personalidad de televisión y empresaria estadounidense. Estuvo casada con Robert Kardashian, con quien tuvo cuatro hijos, y se divorciaron en 1990. De 1992 a 2014 estuvo casada con Bruce Jenner, luego Caitlyn Jenner, con quien tuvo otras dos hijas. Desde 2007 hasta 2021 produjo y tuvo un rol protagónico en el reality show de su familia en Keeping Up with the Kardashians. También tuvo su propio programa de entrevistas, Kris (2013).

## Biografía

### Primeros años y primer matrimonio
Como la primera hija de Robert Houghton (1931-1975) y Mary Jo Campbell (1934-), Kristen creció en University City, un suburbio de San Diego, y estudió en Clairemont High School. Tiene dos hermanas, Karen y Sarah. Kris estuvo casada con el abogado Robert Kardashian (conocido por el caso de O. J. Simpson, de quien era muy amigo) desde 1978 hasta 1990, con quien tuvo cuatro hijos: 
Kourtney Mary (1979), Kimberly Noel (1980), Khloé Alexandra (1984) y Robert Arthur (1987). A raíz de dificultades matrimoniales, Kris pidió el divorcio en 1989. Robert Kardashian falleció el 30 de septiembre de 2003.
Kris se encarga de los miembros de la familia: coadministra BG5 o The Beach Girl. Se la conoce por ser la productora ejecutiva y protagonizar el reality show Keeping Up with the Kardashians.

### Segundo matrimonio
Kris y Caitlyn Jenner se casaron el 21 de abril de 1991. Kris tiene dos hijas con Caitlyn, Kendall Nicole (1995) y Kylie Kristen (1997). Durante su matrimonio con Caitlyn fue madrastra de los cuatro hijos que ella tuvo en sus dos matrimonios anteriores, Brandon, Brody, Burton y Cassandra. En septiembre de 2014 se dio a conocer que la pareja estaba en trámites de divorcio, pero como no existía un acuerdo prenupcial de su fortuna calculada en 60 millones de dólares, esta se dividiría entre ambas partes. Se indicó que Kris Jenner interpuso la demanda de divorcio a causa de diferencias irreconciliables, y pocos meses después Caitlyn anunció que cambiaría de sexo y que su nombre sería y que actualmente es Caitlyn Jenner.

### Noviazgo
Kris Houghton mantiene una relación con Corey Gamble desde 2015.

### Nietos
- El 14 de diciembre de 2009 nace su primer nieto, hijo de Kourtney con Scott Disick, un niño llamado Mason Dash Disick.
- El 8 de julio de 2012, nace su segunda nieta llamada Penelope Scotland Disick, la segunda hija de Kourtney y Scott.
- El 15 de junio de 2013, nace su tercera nieta llamada North West, la primera hija de Kim con Kanye West.
- El 14 de diciembre de 2014, nace su cuarto nieto llamado Reign Aston Disick, el tercer hijo de Kourtney y Scott.
- El 5 de diciembre de 2015, nace su quinto nieto llamado Saint West, el segundo hijo de Kim y Kanye.
- El 10 de noviembre de 2016, nace su sexta nieta llamada Dream Reneé Kardashian, la primera y única hija de Rob con Blac Chyna.
- El 15 de enero de 2018, nace su séptima nieta, Chicago West, la tercera hija de Kim y Kanye.
- El 1 de febrero de 2018, nace su octava nieta, Stormi Webster, la primera hija de Kylie con Travis Scott.
- El 12 de abril de 2018, nace su novena nieta, True Thompson, la primera hija de Khloe con Tristan Thompson.
- El 9 de mayo de 2019 nace su décimo nieto, Psalm West, el cuarto hijo de Kim y Kanye.
- El 2 de febrero de 2022 nace su decimoprimer nieto, Aire Webster, el segundo hijo de Kylie y Travis.[8]
- El 28 de julio de 2022 nace su decimosegundo nieto, llamado Tatum, el segundo hijo de Khloe y Tristan.[9]
- El 4 de noviembre de 2023 nace su decimotercer nieto Rocky Barker, el cuarto hijo de Kourtney y el primero en común con su esposo Travis Barker.

## Filmografía
- Keeping Up with the Kardashians (2007-2021)
- Celebrity Family Feud (2008)
- Chelsea Lately (2009)
- Irene Cooking with the Stars (2009)
- Kourtney and Khloé Take Miami (2010)
- Kourtney and Kim Take New York (2011-2012)
- Khloé & Lamar (2011-2012)
- E! True Hollywood Story[4]
- Kourtney and Kim Take Miami (2013)
- Kris (2013)
- Kourtney and Khloé Take The Hamptons (2014-2015)
- Dash Dolls (2015)
- Kocktails with Khloé (2016)
- Life of Kylie (2017)
- The Kardashians (2022)